# 奎特·马西雷
奎特·凯图米莱·琼尼·马西雷爵士，GCMG（Sir Ketumile Quett Joni Masire，1925年7月23日—2017年6月22日），博茨瓦纳政治家，博茨瓦纳民主党成员，曾任博茨瓦纳副总统（1966年-1980年）、总统（1980年-1998年）。
| 前任： 塞雷茨·卡马 | 博茨瓦纳总统 1980年-1998年   | 繼任： 费斯图斯·莫哈埃 |
| 前任： 首任        | 博茨瓦纳副总统 1966年-1980年 | 繼任： 莱涅莱策·塞雷茨 |